# Fernando Corbató
Fernando José Corbató (1. července 1926 Oakland, Kalifornie – 12. července 2019 Newburyport, Massachusetts) byl americký informatik španělského původu.
Je známý především díky své práci umožňující sdílení počítačového systému více uživateli najednou (time-sharing system). Roku 1990 dostal Turingovu cenu.